# Trần Hữu Thường
Trần Hữu Thường (1844-1921) là một nhà giáo nổi tiếng ở Nam Bộ (Việt Nam) vào cuối thế kỷ 19 đến đầu thế kỷ 20.

## Tiểu sử
Trần Hữu Thường là người ở làng Phú Thuận, tổng An Thành, quận Tân Châu, tỉnh An Giang. Sau năm 1956, xã này được sáp nhập vào quận Hồng Ngự thuộc tỉnh Kiến Phong (ngày nay là xã Phú Thuận, huyện Hồng Ngự, tỉnh Đồng Tháp).
Theo dân gian kể, thì ông là người có vóc dáng cao lớn, vạm vỡ, da ngâm, râu rậm; nhưng tâm tính thật đôn hậu, trọng nghĩa tình, yêu chuộng cuộc sống nhàn tản, đạm bạc...
Là học trò của huấn đạo Nguyễn Văn Khuê Trần Hữu Thường đỗ tú tài dưới vua Tự Đức năm 1864 tại trường thi tỉnh An Giang, cùng một lượt với nhà thơ Nhiêu Tâm.
Khi chiếm xong Nam Kỳ vào năm 1867, biết ông là bậc cao sĩ, nhà cầm quyền Pháp đã mấy lần mời ông ra hợp tác, hứa ban cho cả chức "tri huyện danh dự", nhưng trước sau ông vẫn khéo từ chối.
Ông nổi tiếng là thầy dạy giỏi, nên học trò nhiều nơi tìm đến xin học rất đông. Trong số ấy, có Nguyễn Quang Diêu (sau là nhà thơ và là nhà chính trị có tiếng trong phong trào Đông Du), Nguyễn Chánh Sắt (sau là nhà văn, nhà báo tiền phong của Nam Kỳ), Nguyễn Văn Nghị (sau trở thành nhà giáo có tiếng tại Cao Lãnh), Nguyễn Nhật Tảo (là một học trò giỏi, sau vì sinh kế, chuyển cư lên Lò Veng thuộc Campuchia, vừa mở trường dạy chữ Hán vừa hành nghề đông y)...
Trần Hữu Thường có bảy người con: ba trai, bốn gái. Tất cả đều giỏi chữ Hán, nhưng nổi trội hơn cả là Trần Tứ Duy, bút hiệu Trần Thiện Chánh, người mà Mã Tương Hồn, một nho sĩ bên Trung Quốc, nghe tiếng tìm đến thử tài, rồi rất mến phục .
Năm Tân Dậu (1921), Trần Hữu Thường mất vì bệnh già, hưởng thọ 77 tuổi. Mộ phần của ông hiện vẫn còn tại quê nhà.

## Sáng tác
Tác phẩm của Trần Hữu Thường còn lại không nhiều. Nhưng qua đó, ta biết ông thường mượn cảnh vật, nhân vật anh hùng để làm thơ, để qua đó gửi gắm tấm lòng buồn bã, bất lực của một sĩ phu mất nước.
Một lần, thuyền lênh đênh trên sông Tiền Giang, ông viết:
...Mưa tạnh bên trời mây chớn chở,
Buồm treo mặt nước sóng lan chan'
Cù Tây nhĩ nhớ khuôn trời đất,
Giục giã lòng trung ứa lá gan.
Lúc sang chơi Rạch Giá:
Cầu ngang già trẻ xăng qua lại,
Biển rộng tàu bè thả ngược xuôi...
...Anh hùng lắm lúc còn roi dấu,
Mấy lá gan trung luống ngậm ngùi!
Năm 1913, nghe tin Hoàng Hoa Thám bị sát hại và bị bêu đầu tại chợ Nhã Nam, Trần Hữu Thường cảm tác:
Non sông gầy dựng kể từ đây 
Xăng rối đâu xui sự thế này?
Mối nước chạnh sầu nơi cửa Bắc,
Giềng trời nghĩ nhớ thuở phương Tây!
Lân dần vàm khớp vùng ai dễ,
Rồng đợi mây mưa gặp vận bay.
Cơ hội chừ thôi chi xiết nói,
Đầy vơi e cũng lý vần xoay!
Ngoài ra, ông còn là người dịch văn bia Thoại Sơn, văn bia Vĩnh Tế Sơn ra văn vần.

## Tưởng nhớ
Nhà biên khảo Nguyễn Văn Hầu đã mô tả nhân cách của ông như sau:
Ông Trần Hữu Thường thích sống nhàn tản, đạm bạc để giữ khí tiết. Ông đã nhiều lần khóc trước mặt học trò mỗi khi nghe tin quân Pháp lộng hành. Nhờ sự nghiệp giáo huấn của ông mà danh ông nổi. Và cho đến nay, dù ông mất đã lâu, người ta vẫn chưa quên tên ông...
Nguyễn Liên Phong ca ngợi:
Nay có Tú Thường người biết học,
Ra công dạy dỗ kẻ mày xanh...
(Nam Kỳ phong tục diễn ca, 1906)
Khi ông mất, thơ văn viếng điếu Trần Hữu Thường khá nhiều, nhưng thấm thía nhất là bài thơ viết bằng chữ Hán của chí sĩ Nguyễn Quang Diêu:
Khóc tiên sinh thi
(Vô danh dịch)
Thái Sơn hằng nhớ tít mù cao 
Đỉnh ngất trời xanh, bổng đổ nhào!
Lật sách nhớ ơn than phận bấy,
Xem văn lối nghĩa hỏi ai đâu?
Thương ông Đào khuất, sông tòng phủ 
Nhớ cụ Trình xưa cửa tuyết bao.
Nợ nước tình thầy chưa vẹn cả,
Đắn đo thân thế ruột gan xào.